# Estación de La Rúa-Petín
La Rúa-Petín (en gallego, y oficialmente según Adif, A Rúa-Petín) es una estación ferroviaria situada en la localidad española de La Rúa y a escasos 2 km de Petín, en la provincia de Orense, Galicia. Dispone de servicios de Larga y Media Distancia operados por Renfe.

## Situación ferroviaria
La estación se encuentra en el punto kilométrico 309,7 de la línea férrea de ancho ibérico Palencia-La Coruña a 295 metros de altitud, entre las estaciones de Montefurado y de Villamartín de Valdeorras. El tramo es de vía única y está electrificado.

## Historia
La estación fue abierta al tráfico el 4 de septiembre de 1883 con la puesta en marcha del tramo Oural-Toral de los Vados de la línea que pretendía unir Palencia con La Coruña. Las obras corrieron a cargo de la Compañía de los Ferrocarriles de Asturias, Galicia y León o AGL creada para continuar con los proyectos iniciados por la Compañía del Ferrocarril del Noroeste de España y gestionar sus líneas. En 1885, la mala situación financiera de AGL tuvo como consecuencia su absorción por parte de Norte. En 1941, la nacionalización del ferrocarril en España supuso la desaparición de esta última y su integración en la recién creada RENFE. 
Desde el 31 de diciembre de 2004 Renfe Operadora explota la línea mientras que Adif es la titular de las instalaciones ferroviarias.

## La estación
Se sitúa entre La Rúa y Petín, cerca del embalse de Santiago del río Sil. Dispone de un amplio edificio para viajeros de base rectangular y tres plantas con disposición lateral a la vía. Cuenta con cuatro vías y dos andenes uno lateral y otro central. Ambos están cubiertos parcialmente por marquesinas propias.

## Servicios ferroviarios

### Larga Distancia
La estación dispone esencialmente de servicios de Larga Distancia de corte transversal entre Galicia y Cataluña. Anteriormente, el Trenhotel Atlántico permitía una conexión entre Madrid y el norte de Galicia.

### Media Distancia
Los servicios de Media Distancia de Renfe que tienen parada en la estación enlazan La Rúa con las ciudades de Ponferrada, León, Monforte de Lemos, Orense y Vigo.